# California Blue
California Blue – piosenka z 1988 roku napisana przez Roya Orbisona, Jeffa Lynne’a i Toma Petty’ego. W 1989 roku utwór wydano singlu, który promował album Mystery Girl (1989).

## Historia
Orbison nagrał tę piosenkę wraz z Jeffem Lynne’em i Tomem Pettym w kwietniu 1988 roku w MC Studios, mieszczących się w garażu Mike’a Campbella w Los Angeles.
Na głównej irlandzkiej liście przebojów Top 100 singiel z piosenką dotarł do pozycji 23., w Belgii (Flandria) na liście Ultratop 50 do miejsca 25., a w Niemczech Zachodnich do 34. pozycji. W Polsce na liście przebojów Trójki Polskiego Radia utwór w wykonaniu Orbisona zajął 16. lokatę.

## Listy przebojów
| Kraj   | Lista                          | Pozycja | Źr.    |
| ------ | ------------------------------ | ------- | ------ |
| BE-VLG | Ultratop 50 Singles (Flandria) | 25      | [ 6 ]  |
| IE     | Top 100 Singles                | 23      | [ 5 ]  |
| DE     | Single Top 100                 | 34      | [ 7 ]  |
| PL     | LP3                            | 16      | [ 8 ]  |
| GB     | Official Singles Chart Top 100 | 77      | [ 9 ]  |
| US     | Adult Contemporary             | 44      | [ 10 ] |
| US     | Hot Country Songs              | 51      | [ 11 ] |

## Personel
- Roy Orbison – wokal, wokal wspierający, gitara akustyczna
- Jeff Lynne – wokal wspierający, gitara elektryczna, keyboardy, gitara basowa
- Tom Petty – wokal wspierający, gitara akustyczna
- Mike Campbell – gitara akustyczna, mandolina
- Ian Wallace – perkusja